# Lost Dutchman’s Gold Mine

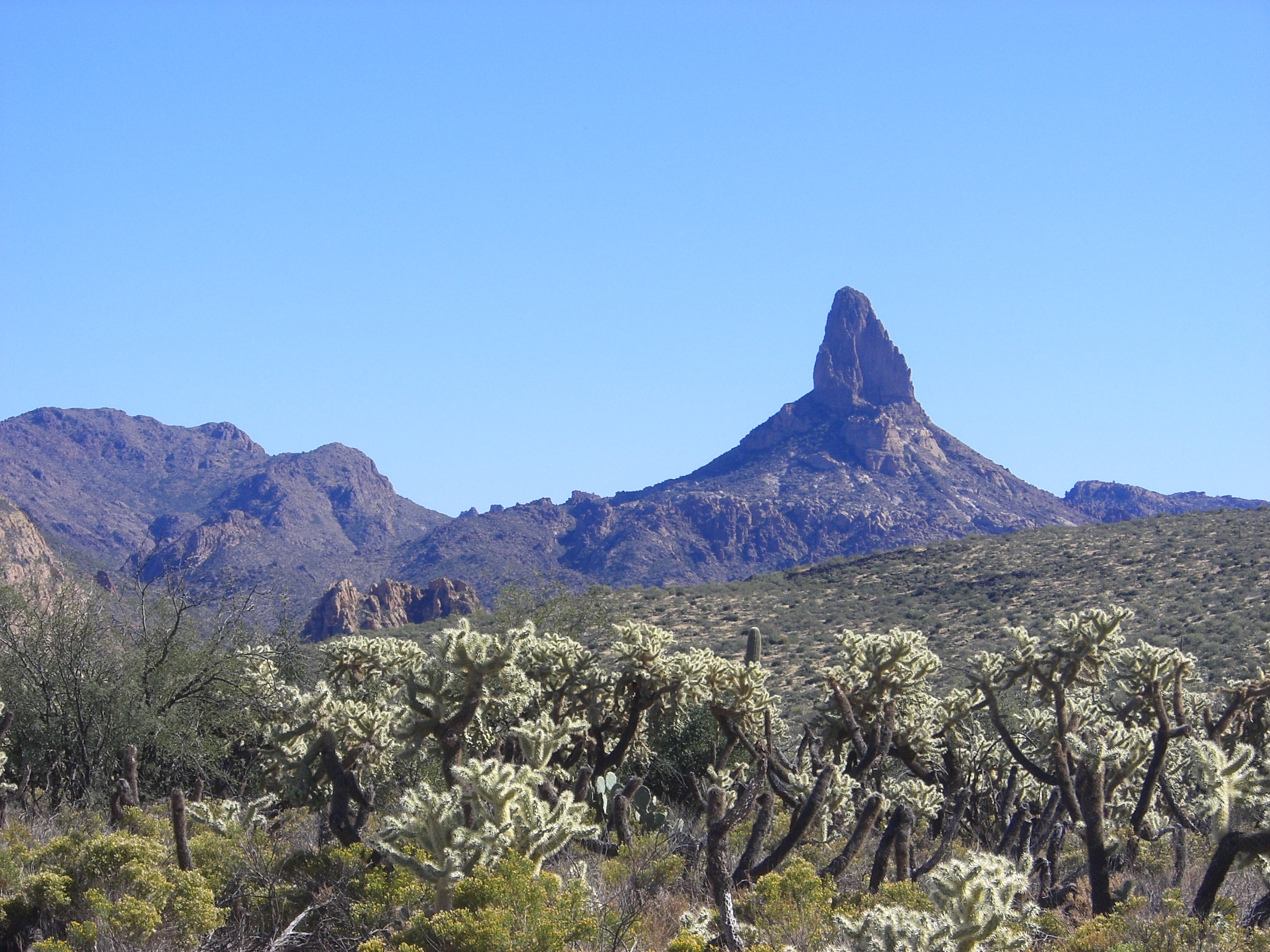
In vielen Versionen der Geschichte spielt die Weavers Needle eine wichtige Rolle, um die vermeintliche Mine zu finden.

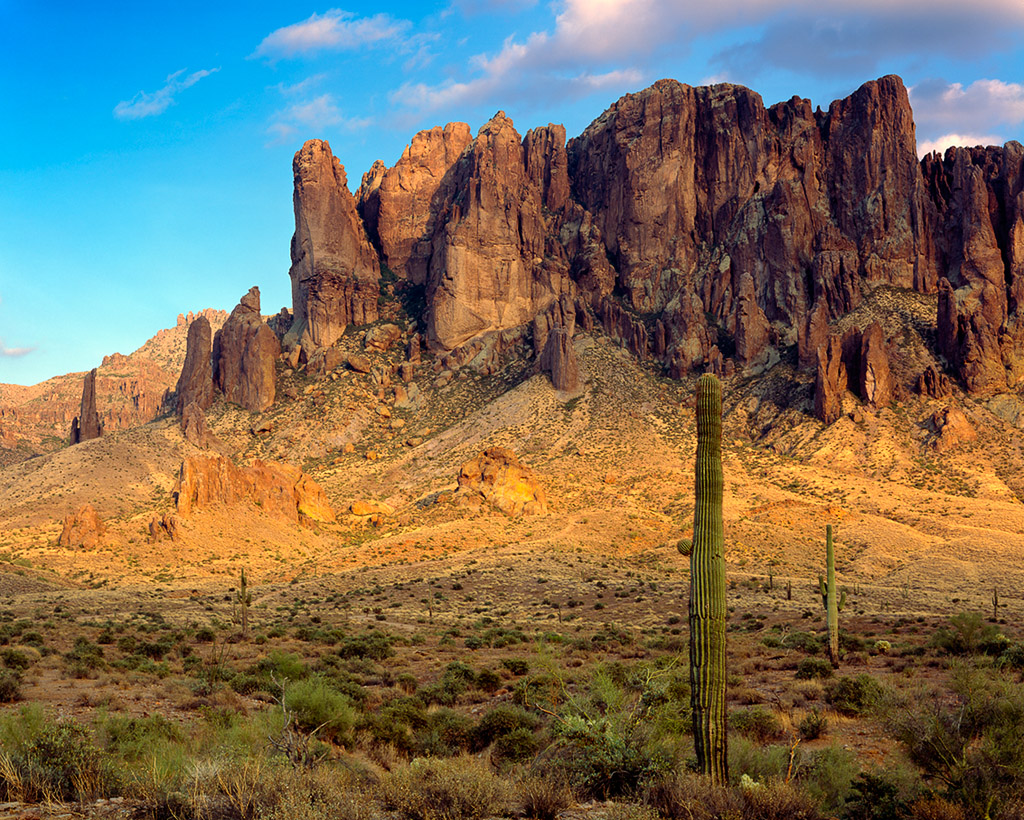
Die Superstition Mountains im Lost Dutchman State Park

Die Lost Dutchman’s Gold Mine (auch unter anderen Namen bekannt) ist der Legende nach eine reiche Goldmine, die im Südwesten der Vereinigten Staaten verborgen liegen soll. Ihr Standort wird allgemein als in den Superstition Mountains östlich von Phoenix in Arizona angesehen.
Die Mine ist nach dem deutschen Einwanderer Jacob Waltz (um 1810–1891) benannt, der sie im 19. Jahrhundert entdeckt haben will und ihren Standort geheim hielt. „Dutchman“, wörtlich eigentlich „Niederländer“, war ein gebräuchlicher amerikanischer Begriff für einen Deutschen.
Die Lost Dutchman’s Mine ist eine der bekanntesten verlorenen Minen in der amerikanischen Geschichte. So soll die Geschichte des „Lost Dutchman’s“ mindestens sechsmal häufiger gedruckt oder zitiert worden sein als zwei andere recht bekannte Geschichten: die Geschichte von Captain Kidds verlorenem Schatz und die Geschichte der Lost Pegleg Mine in Kalifornien. Die Lost Dutchman’s Mine wird seit mindestens 1892 gesucht, während nach einer Schätzung 8.000 Menschen jährlich Anstrengungen unternommen haben, um die Mine des Lost Dutchman’s zu finden. Unter anderem gehört der ehemalige Arizona Attorney General Bob Corbin zu denen, die nach der Mine gesucht haben.

## Andere Lost-Dutchman’s-Minen
Robert Blair schrieb „Es gab mindestens vier legendäre Lost-Dutchman-Goldminen im amerikanischen Westen, darunter die berühmte Mine von Jacob Waltz“. Eine Lost Dutchman’s Mine soll sich in Colorado, eine andere in Kalifornien befinden; zwei sollen sich in Arizona befinden. Geschichten über diese anderen Minen von Lost Dutchman können bis mindestens in die 1870er Jahre zurückverfolgt werden. Die früheste Lost Dutchman’s Mine in Arizona soll sich in der Nähe von Wickenburg, etwa 180 km nordwestlich der Superstition Mountains, befunden haben: Ein „Dutchman“ soll in den 1870er Jahren tot in der Wüste bei Wickenburg neben mit Gold gefüllten Satteltaschen entdeckt worden sein. Blair vermutete, dass „Fragmente dieser Legende vielleicht an die mythische Mine von Jakob Waltz angeknüpft sind“.

## Geschichten über die Mine
Granger schrieb, dass „Tatsachen und Fiktion in den Geschichten verschmelzen“, aber dass es drei Hauptelemente der Geschichte gibt:
„Es sind erstens Geschichten über das verlorene Apachengold oder die Mine von Dr. Thorne, zweitens Geschichten über den Lost Dutchman und drittens Geschichten über die verlorene Goldader der Soldaten ... Die vollständigste Version der Geschichte des Lost Dutchman enthält alle drei Legenden“. Blair argumentierte, dass es Wahrheitskerne im Zentrum jeder dieser drei Hauptgeschichten gibt, obgleich die populäre Version oft die eigentliche Geschichte verzerrt. Andere Theorien haben sich herausgestellt, die spekulieren, dass die Mine auf dem Grund des Apache- oder Roosevelt Lake begraben sein soll.
1977 identifizierte Granger 62 Varianten der Geschichte des Lost Dutchman – einige Variationen sind geringfügig anders, aber andere Unterschiede sind beträchtlich und werfen die Geschichte in ein ganz anderes Licht als die anderen Versionen.

### Apachengold oder Dr. Thornes Geschichte
In dieser Geschichte (eigentlich zwei miteinander verbundene Geschichten) sollen Mitglieder des Apachenstammes eine sehr reiche Goldmine in den Superstition Mountains gefunden haben. Der Apachenhäuptling Geronimo wird manchmal im Zusammenhang mit dieser Geschichte erwähnt. In den meisten Varianten der Geschichte entdeckte die Familie eines Mannes namens Miguel Peralta die Mine und begann dort mit dem Abbau des Goldes, wurde aber um 1850 von Apachen angegriffen oder massakriert.
Jahre später soll ein Mann namens Dr. Thorne einen kranken oder verwundeten Apachen (oft als Häuptling bezeichnet) behandelt haben und mit einer Reise zu einer reichen Goldmine belohnt worden sein. Er soll mit verbundenen Augen und auf einem umständlichen Weg dorthin gebracht worden sein und durfte so viel Golderz wie möglich mitnehmen, bevor er wieder mit verbundenen Augen von den Apachen von der Anlage begleitet wurde. Thorne soll entweder nicht bereit oder nicht in der Lage gewesen sein, die Mine zu lokalisieren.

#### Historischer Hintergrund und Wahrheitsgehalt der Peralta-Mine
Wahrscheinlich weil Pedro de Peralta der spanische Gouverneur von New Mexico im 16. Jahrhundert war, war sein Familienname „Peralta“ Inspiration für eine Reihe von Legenden im amerikanischen Südwesten.
James Reavis versuchte zu erklären, dass die Familie Peralta eine spanische Landzuweisung und eine vom König von Spanien gewährte Baronie hatte, die einen weiten Teil von Arizona und New Mexico umfasste, einschließlich der Superstition Mountains. Einige beschnitzte Steine in der Gegend werden als „Peralta-Steine“ bezeichnet und spanischer Text und grobe Karten auf ihnen werden von manchen als Hinweise auf die Lage einer Goldmine der Peralta-Familie in den Bergen angesehen, obwohl andere glauben, dass die Steine moderne Fälschungen sind. Ein Mangel an historischen Aufzeichnungen lässt Unsicherheit darüber entstehen, ob eine Peralta-Familie jemals Land oder Minen in oder in der Nähe der Superstition Mountains besaß.
Blair bestand darauf, dass der Peralta-Teil der Geschichte nicht glaubwürdig sei, indem er schrieb, dass der Betrieb einer Goldmine in den Bergen durch eine Peralta-Familie ein Werk von Schriftstellern des 20. Jahrhunderts sei.
Ein Mann namens Miguel Peralta und seine Familie betrieben in den 1860er Jahren tatsächlich eine erfolgreiche Mine – aber nahe Valencia in Kalifornien und nicht in Arizona. Die Mine war recht profitabel und nahm in weniger als einem Jahr etwa 35.000 Dollar ein; Blair beschrieb dies als „einen ungewöhnlich guten Ertrag“ für eine so kleine Goldmine in so kurzer Zeit. Im Jahr 1975 waren die Ruinen der Mine noch sichtbar.
Doch die Peralta-Mine wurde schließlich unrentabel, und nachdem das Geld aufgebraucht war, wandte sich Miguel Peralta dem Betrug zu. George M. Willing Jr. zahlte Peralta 20.000 Dollar für die Minenrechte in einem großen Gebiet – etwa 12.000 Quadratkilometer im Süden Arizonas und New Mexicos – basierend auf einer Urkunde, die ursprünglich vom Spanischen Kolonialreich im 18. Jahrhundert gewährt wurde. Ein Streit entstand, nachdem Willing erfuhr, dass die Urkunde eine Fälschung war. Trotz seiner Bemühungen war es Willing nie möglich, das Geld, das er der Peralta gab, zurückzuerhalten. Diese Landvergabe war die Grundlage für den Landbetrug von James Reavis.
Blair argumentierte, dass diese Geschichte von Peralta schließlich in einer stark verzerrten Version in die Geschichte des Lost Dutchman aufgenommen wurde, nachdem das Interesse an der Mine des Lost Dutchman in den 1930er Jahren wieder zugenommen hatte.
Da James Reavis, „der Baron von Arizona“, wegen Betrugs verurteilt wurde, als die Abstammung der Familie Peralta und andere Dokumente zur Untermauerung der Landvergabe (und eine mit diesem Land verbundene Baronie) als Fälschungen eingestuft wurden, wirft dies auch Fragen über den ursprünglichen Landkauf durch George M. Willing Jr. auf: die Transaktion soll auf einem Zeltplatz südöstlich von Prescott ohne den Einsatz der typischen Dokumentation stattgefunden haben; anstelle einer notariellen Urkunde wurde die Übertragung auf einem schmutzigen Lagerpapier mit Unterschrift mehrerer Zeugen festgehalten. Willing starb 1874, bevor es eine gründliche Untersuchung der Dokumente oder die Möglichkeit gab, ihn zu vernehmen, wie es später bei Reavis der Fall war.

#### Historischer Hintergrund über Dr. Thorne
Ein weiteres Detail, das Zweifel an der Geschichte aufkommen lässt, ist die Tatsache, dass es laut Blair in den 1860er Jahren nie einen Dr. Thorne im Einsatz der Armee oder gar der Bundesregierung gab. Laut Blair kann der Ursprung dieser Geschichte auf einen Arzt namens Thorne zurückgeführt werden, der in den 1860er Jahren in New Mexico eine Privatpraxis hatte. Thorne behauptete, dass er 1854 von den Navajos gefangen genommen wurde und dass er während seiner Gefangenschaft eine reiche Goldader entdeckt hatte. Thorne teilte dies drei Soldaten um das Jahr 1858 mit. Die Soldaten begaben sich auf die Suche nach dem Gold, hatten aber keinen Erfolg. Im Laufe der Zeit soll diese Geschichte in die Legende des Lost Dutchman aufgenommen worden sein.

### Die Lost-Dutchman-Geschichte
Diese Erzählung handelt von zwei deutschen Männern, Jacob Waltz und Jacob Weiser. Blair argumentierte jedoch, dass es eine Wahrscheinlichkeit gebe, dass es nie einen zweiten Mann namens Weiser gab, sondern dass Waltz im Laufe der Jahre in zwei Männer verwandelt wurde, als sich die Legende von der Mine des Dutchman entwickelte. Blair behauptete, dass sich diese Geschichte in zwei Versionen unterteilen lassen könnte, in denen sich die Deutschen entweder gewaltsam oder friedlich verhalten. In den meisten Versionen der Geschichte entdeckte Jacob Waltz eine reiche Goldmine in den Superstition Mountains (in vielen Versionen der Geschichte retten oder helfen sie einem Mitglied der Peralta-Familie und werden belohnt, indem man ihnen den Standort der Mine erklärt). Weiser wird von räuberischen Apachen angegriffen und verwundet, überlebt aber zumindest lange genug, um einem Mann namens Dr. Walker von der Mine zu erzählen. Über Waltz heißt es, dass auch er ein Geständnis auf seinem Sterbebett an Julia Thomas ablegt und eine grobe Karte zur Goldmine zeichnet oder beschreibt.
John D. Wilburn schrieb in seinem Buch „Dutchman’s Lost Ledge of Gold“ von 1990, dass die Bulldog Gold Mine in der Nähe von Goldfield in Arizona sehr gut zu der Beschreibung passt, die Jacob Waltz als Standort seiner „lost mine“ gab. Darüber hinaus erklärte Wilburn, dass die Geologie darauf hindeutet, dass es in den Superstition Mountains, die von vulkanischem Ursprung sind, kein Gold gibt.

### Geschichte vom Gold der Soldaten
In einer weiteren Version der Legende sollen zwei oder mehr Soldaten der US-Armee eine Ader aus fast reinem Gold in oder nahe den Superstition Mountains entdeckt haben. Sie wurden getötet oder sind kurz darauf verschwunden.
Diese Beschreibung wird in der Regel auf etwa 1870 datiert. Laut Blair kann die Geschichte ihre Wurzeln in den Bestrebungen von drei US-Soldaten haben, Gold in einem Teil von New Mexico zu finden, basierend auf einer angeblich wahren Geschichte, die ihnen von Dr. Thorne aus New Mexico erzählt wurde (siehe oben).

## Der historische Jacob Waltz

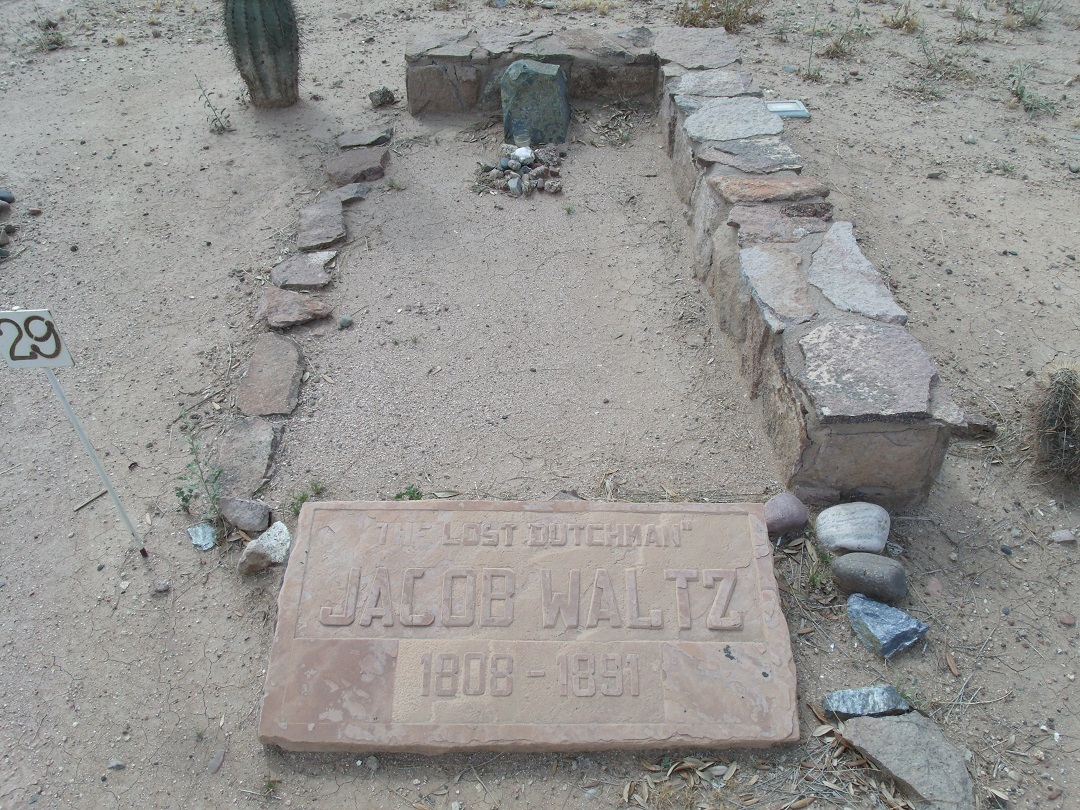
Grab von Jacob Waltz, Pioneer and Military Cemetery westlich von Downtown Phoenix

Blair führte Belege für den historischen Jacob Waltz an und legte nahe, dass zusätzliche Beweise die Kernelemente der Geschichte stützen – dass Waltz behauptete, eine reiche Goldader oder einen reichen Goldcache entdeckt (oder zumindest davon gehört) zu haben. Aber Blair suggerierte, dass diese Hauptgeschichte in späteren Wiedererzählungen verzerrt wurde, indem die Geschichte durch mündliche Weitergabe immer mehr erweitert wurde.
Es gab tatsächlich einen Jacob Waltz, der aus Deutschland in die USA emigrierte. Die früheste Dokumentation über ihn in den Vereinigten Staaten ist ein Affidavit von 1848, in dem Waltz sich als "etwa 38 Jahre alt" erklärte. Ein Mann namens Jacob Walz wurde im September 1810 in Württemberg geboren. Blair suggerierte, dass Walz derselbe Waltz sein könnte, der später als der sagenhafte „Dutchman“ galt und dass er die Schreibweise seines Familiennamens amerikanisierte. Der Grabstein von Jacob Waltz bei Phoenix gibt als Geburtsdatum 1808 an.
Waltz zog in den 1860er Jahren nach Arizona um und blieb den größten Teil seines Lebens dort. Er ging dem Bergbau und der Suche nach Rohstoff-Lagerstätten nach, scheint aber mit beiden wenig Glück gehabt zu haben. Eine alternative Sichtweise, die besser zur Legende der verlorenen Mine passt, ist, dass er periodisch mit großen Mengen an Gold auftauchte, so soll ein Jacob Waltz in den 1880er Jahren 250.000 $ in Gold an die U.S. Mint verkauft haben und bei seinem Tod 1891 etwa 1500 $ gehabt haben. 1870 hatte Waltz ein Gehöft von etwa 160 Acres (0,65 km²) bei Phoenix, wo er eine Farm betrieb.
1891 gab es in Phoenix eine Flutkatastrophe, und Waltz’ Hof war einer von vielen, die zerstört wurden. Anschließend wurde Waltz krank (es gab Gerüchte, dass er sich während der Überschwemmung eine Lungenentzündung zugezogen hatte). Er starb am 25. Oktober 1891, nachdem er von einer Bekannten namens Julia Thomas gepflegt wurde. Waltz wurde in Phoenix im heutigen Pioneer and Military Memorial Park begraben.
Blair hatte wenig Zweifel daran, dass Waltz Julia Thomas den Standort einer angeblichen Goldmine mitteilte. Bereits am 1. September 1892 berichtete die Arizona Enterprise über die Bemühungen von Thomas und mehreren anderen, die verlorene Mine zu finden, deren Standort ihr von Waltz mitgeteilt wurde. Nachdem die Suche erfolglos war, wurde über Thomas und ihre Partner berichtet, dass sie Karten mit der vermeintlichen Lage der Mine für je 7 Dollar verkauften.

## Adolph Ruths Suche nach der Mine
Ohne den Tod des Amateurforschers und Schatzsuchers Adolph Ruth wäre die Lost Dutchman’s Mine wahrscheinlich nur eine von Hunderten vermeintlichen "lost mines", die angeblich im amerikanischen Westen liegen. Ruth verschwand auf der Suche nach der Mine im Sommer 1931. Sein Schädel – mit zwei Löchern, die als Einschusslöcher identifiziert wurden – wurde etwa sechs Monate nach seinem Verschwinden geborgen, was in den nationalen Nachrichten behandelt wurde und so ein breites Interesse an der Mine des Lost Dutchman weckte.
In einer Erzählung, die einige der früheren Geschichten widerspiegelt, soll Ruths Sohn Erwin C. Ruth von einem Mann namens Pedro Gonzales (oder Gonzalez) von der Peralta-Mine erfahren haben. Demnach leistete Erwin C. Ruth um 1912 Gonzales Rechtsbeistand und rettete ihn vor einer fast sicheren Inhaftierung. In Dankbarkeit erzählte Gonzales Erwin von der Peralta-Mine in den Superstition Mountains und gab ihm einige alte Karten der Fundstelle (Gonzales behauptete, von der Familie Peralta mütterlicherseits abzustammen). Erwin gab die Informationen an seinen Vater Adolph weiter, der ein langjähriges Interesse an verschollenen Minen und der Amateursuche hatte.
Im Juni 1931 machte sich Ruth auf den Weg, um die verschollene Peralta-Mine zu finden. Nachdem er in die Region gereist war, blieb Ruth mehrere Tage auf der Ranch von Tex Barkely, um seine Expedition zu organisieren. Barkely drängte Ruth wiederholt, seine Suche nach der Mine aufzugeben, denn das Gelände der Superstition Mountains war selbst für erfahrene Outdoor-Sportler tückisch, geschweige denn für den 66-jährigen Ruth in der Hitze eines Sommers in Arizona.
Ruth ignorierte jedoch Barkelys Rat und machte sich auf den Weg zu einem zweiwöchigen Aufenthalt in den Bergen. Er kam nicht wie geplant zurück und nach einer kurzen Suche konnten keinerlei Spuren von ihm gefunden werden. Im Dezember 1931 berichtete The Arizona Republic über die jüngste Entdeckung eines menschlichen Schädels in den Superstition Mountains. Um festzustellen, ob es sich um Ruths Schädel handelte, wurde er von dem angesehenen Anthropologen Aleš Hrdlička untersucht, dem mehrere Fotos von Ruth zusammen mit Ruths Zahnunterlagen zur Verfügung gestellt wurden. Dieser identifizierte den Schädel als den von Adolph Ruth. Er erklärte nach Untersuchung der beiden Löcher im Schädel, dass es den Anschein hatte, dass mit einer Schrotflinte oder einem Hochleistungsgewehr aus kürzester Entfernung in den Kopf geschossen worden war, wodurch das kleine Loch beim Eindringen der Kugel und das große Loch beim Verlassen der Kugel entstanden sei.
Im Januar 1932 wurden etwa 1,2 Kilometer von der Stelle, an der der Schädel gefunden worden war, menschliche Überreste entdeckt. Obwohl die Überreste von Aasfressern verstreut worden waren, handelte es sich zweifellos um die von Adolph Ruth. Viele von Ruths persönlichen Gegenständen wurden am Ort gefunden, darunter eine Pistole (es fehlte keine Munition) und die Metallstifte, mit denen seine gebrochenen Knochen nach einem Sturz repariert wurden. Jedoch war die Karte zur Peralta-Mine angeblich nicht vorhanden.
Auch Ruths Scheckbuch wurde geborgen, es enthielt eine von Ruth geschriebene Notiz, in der er behauptete, die Mine entdeckt zu haben und detaillierte Beschreibungen gab. Ruth beendete seine Notiz mit dem Satz „Veni, vidi, vici.“
Die Behörden in Arizona haben keine strafrechtlichen Ermittlungen wegen Ruths Tod eingeleitet. Sie argumentierten, dass Ruth wahrscheinlich dem Durst oder einer Herzerkrankung erlegen war. Blair bemerkte, dass die Schlussfolgerung der Behörden von Arizona von vielen abgelehnt wurde, einschließlich Ruths Familie.
Blair schrieb, dass die Geschichte aufgegriffen und übermäßig vertrieben wurde und sah die mysteriöse Geschichte möglicherweise als willkommene Abwechslung von den schlechten Nachrichten, die sonst typisch für die Great Depression waren.

## Weitere Suche nach der Mine
Im Laufe des 20. Jahrhunderts durchsuchten verschiedene Expeditionen und Einzelpersonen die Superstition Mountains weiter nach der Lost Dutchman Mine. Eine der professionellsten und ernsthaftesten Bemühungen wurde von dem Privatdetektiv Glen Magill aus Oklahoma City geleitet, der in den späten 1960er und frühen 1970er Jahren mehrere Expeditionen organisierte und bei mindestens zwei Gelegenheiten behauptete, den Standort der Mine identifiziert zu haben, um später zuzugeben, dass er entweder falsch lag oder die Orte kein Gold mehr hergaben.
Mitte der 1940er Jahre wurden die kopflosen Überreste des Goldsuchers James A. Cravey Berichten zufolge in den Superstition Mountains entdeckt. Er war angeblich verschwunden, nachdem er sich auf den Weg gemacht hatte, um die Mine des Lost Dutchman zu finden.

## Lost Dutchman State Park
Im Jahr 1977 wurden 118 Hektar am Rande des Tonto National Forest als Lost Dutchman State Park angelegt. Der Park wurde 1983 auf 130 Hektar erweitert. Er liegt etwa 40 Meilen östlich von Phoenix und ist über den U.S. Highway 60 erreichbar. Wandern und Camping sind beliebte Aktivitäten. Es gibt mehrere Wanderwege wie den „Discovery Trail“, der die Naturgeschichte der Region veranschaulicht.

## Belege
Einzelnachweise
1. ↑  Robert Blair: Tales of the Superstitions: The Origins of the Lost Dutchman’s Legend. Hrsg.: Arizona Historical Foundation. Tempe, Arizona 1975, S. 12.
2. 1 2 3  Byrd Howell Granger: A Motif Index For Lost Mines and Treasures Applied to Redaction of Arizona Legends, and to Lost Mine and Treasure Legends Exterior to Arizona. Tucson, Arizona 1977, ISBN 0-8165-0646-9, S. 99.
3. ↑  Tom Kollenborn: Robert K. Corbin’s Legacy. Kollenborn Chronicles, 3. August 2009, abgerufen am 3. September 2009 (englisch).
4. ↑  Robert Blair: Tales of the Superstitions: The Origins of the Lost Dutchman’s Legend. Hrsg.: Arizona Historical Foundation. Tempe, Arizona 1975, S. 21.
5. ↑  Robert Blair: Tales of the Superstitions: The Origins of the Lost Dutchman’s Legend. Hrsg.: Arizona Historical Foundation. Tempe, Arizona 1975, S. 22.
6. ↑  Robert Blair: Tales of the Superstitions: The Origins of the Lost Dutchman’s Legend. Hrsg.: Arizona Historical Foundation. Tempe, Arizona 1975, S. 87.
7. ↑  Robert Blair: Tales of the Superstitions: The Origins of the Lost Dutchman’s Legend. Hrsg.: Arizona Historical Foundation. Tempe, Arizona 1975, S. 98.
8. 1 2  Robert Blair: Tales of the Superstitions: The Origins of the Lost Dutchman’s Legend. Hrsg.: Arizona Historical Foundation. Tempe, Arizona 1975, S. 108.
9. ↑  Robert Blair: Tales of the Superstitions: The Origins of the Lost Dutchman’s Legend. Hrsg.: Arizona Historical Foundation. Tempe, Arizona 1975, S. 110.
10. ↑  Robert Blair: Tales of the Superstitions: The Origins of the Lost Dutchman’s Legend. Hrsg.: Arizona Historical Foundation. Tempe, Arizona 1975, S. 132.
11. 1 2  Robert Blair: Tales of the Superstitions: The Origins of the Lost Dutchman’s Legend. Hrsg.: Arizona Historical Foundation. Tempe, Arizona 1975, S. 133.
12. ↑  Robert Blair: Tales of the Superstitions: The Origins of the Lost Dutchman’s Legend. Hrsg.: Arizona Historical Foundation. Tempe, Arizona 1975, S. 11.
13. ↑  Robert Blair: Tales of the Superstitions: The Origins of the Lost Dutchman’s Legend. Hrsg.: Arizona Historical Foundation. Tempe, Arizona 1975, S. 75.
14. ↑  Robert Blair: Tales of the Superstitions: The Origins of the Lost Dutchman’s Legend. Hrsg.: Arizona Historical Foundation. Tempe, Arizona 1975, S. 25.
15. ↑  Robert Blair: Tales of the Superstitions: The Origins of the Lost Dutchman’s Legend. Hrsg.: Arizona Historical Foundation. Tempe, Arizona 1975, S. 29.
16. ↑  Robert Blair: Tales of the Superstitions: The Origins of the Lost Dutchman’s Legend. Hrsg.: Arizona Historical Foundation. Tempe, Arizona 1975, S. 59.
17. ↑  Robert Blair: Tales of the Superstitions: The Origins of the Lost Dutchman’s Legend. Hrsg.: Arizona Historical Foundation. Tempe, Arizona 1975, S. 73.
18. ↑  The St. Johns herald. (St. Johns, Apache County, Arizona Territory [Ariz.]) 1885–1903, September 8, 1892, Image 2. 8. September 1892.
19. ↑  Robert Blair: Tales of the Superstitions: The Origins of the Lost Dutchman’s Legend. Hrsg.: Arizona Historical Foundation. Tempe, Arizona 1975, S. 74.
20. ↑  Curt Gentry: The Killer Mountains: A Search for the Legendary Lost Dutchman Mine. Hrsg.: New American Library. New York City 1968, ISBN 0-233-96169-0.
21. ↑  Curt Gentry: The Killer Mountains: A Search for the Legendary Lost Dutchman Mine. Hrsg.: New American Library. New York City 1968, ISBN 0-233-96169-0, S. 101.
22. ↑  Curt Gentry: The Killer Mountains: A Search for the Legendary Lost Dutchman Mine. Hrsg.: New American Library. New York City 1968, ISBN 0-233-96169-0, S. 102.
23. ↑  Curt Gentry: The Killer Mountains: A Search for the Legendary Lost Dutchman Mine. Hrsg.: New American Library. New York City 1968, ISBN 0-233-96169-0, S. 102–103.
24. ↑  Robert Blair: Tales of the Superstitions: The Origins of the Lost Dutchman’s Legend. Hrsg.: Arizona Historical Foundation. Tempe, Arizona 1975, S. 97.
25. ↑  Robert Blair: Tales of the Superstitions: The Origins of the Lost Dutchman’s Legend. Hrsg.: Arizona Historical Foundation. Tempe, Arizona 1975, S. 96.
26. ↑  The Killer Mountains. In: www.goodreads.com.
27. ↑  Tom Kollenborn: One Man’s Dream: Air Rescue. Archiviert vom Original am 7. Dezember 2012; abgerufen am 28. Februar 2013.
28. ↑  Park History. In: azstateparks.com. Arizona State Parks, abgerufen am 4. August 2019 (englisch).

Literatur
- Robert Blair: Tales of the Superstitions: The Origins of the Lost Dutchman’s Legend. Hrsg.: Arizona Historical Foundation. Tempe, Arizona 1975.
- Curt Gentry: The Killer Mountains: A Search for the Legendary Lost Dutchman Mine. Hrsg.: New American Library. New York City 1968, ISBN 0-233-96169-0.